# Pseudoparlatoria gomescostai
Pseudoparlatoria gomescostai är en insektsart som beskrevs av Ernest Lepage och Giannotti 1946. Pseudoparlatoria gomescostai ingår i släktet Pseudoparlatoria och familjen pansarsköldlöss. Inga underarter finns listade i Catalogue of Life.